# Ain't No Mountain High Enough
Ain't No Mountain High Enough is een soulnummer, geschreven door de  Amerikaanse songschrijvers Nickolas Ashford en Valerie Simpson.
Het nummer verscheen in 1967 op het album United van Marvin Gaye en Tammi Terrell op het Motown-platenlabel Tamla. Het werd op 20 april van dat jaar uitgebracht als eerste single van dat album. In 1970 werd het gecoverd door Diana Ross voor het naar haarzelf genoemde eerste soloalbum. Deze versie werd op 16 juli van dat jaar uitgebracht als de tweede single van het album.
Aan het lied werd in 1999 een Grammy Hall Of Fame Award toegekend. 

## Achtergrond
Ain't No Mountain High Enough is geschreven in 1966, nog voordat Ashford & Simpson zich aansloten bij de platenmaatschappij Motown. Zij lieten het nummer eerst horen aan de Britse soulzangeres Dusty Springfield, die het graag wilde opnemen. Ashford en Simpson lieten dit niet toe in de hoop dat het hun toegang zou geven tot Motown. 
Ain't No Mountain High Enough werd uiteindelijk opgenomen door Marvin Gaye en Tammi Terrell. Het was hun eerste duet, nadat Gayes vorige zangpartner Kim Weston, met wie hij onder meer It Takes Two had opgenomen, Motown had verlaten na ruzie over haar contract. Als eerste nam Terrell, die nerveus was omdat zij de tekst niet van tevoren had gerepeteerd, haar zangpartij op. De stem van Gaye werd later toegevoegd aan de opname. De productie was in handen van Harvey Fuqua en Johnny Bristol, de instrumentale begeleiding werd (anoniem) verzorgd door Motowns vaste groep van sessiemuzikanten, The Funk Brothers.
Het nummer bereikte de negentiende plaats in de Amerikaanse Billboard Hot 100 en de tachtigste plaats in het Verenigd Koninkrijk. Hoewel vele duetten volgden, wordt dit nummer beschouwd als hun bekendste. Ashford en Simpson schreven een aantal van deze duetten voor Gaye en Terrell, waaronder You're All I Need to Get By, Ain't Nothing Like the Real Thing en Your Precious Love.

## Versie van Diana Ross
In 1968 werd Ain't No Mountain High Enough gecoverd door Diana Ross & the Supremes in duet met The Temptations. Op deze track van het album Diana Ross & the Supremes Join The Temptations zongen Dennis Edwards en Diana Ross de solo's in een versie die dicht bij het origineel van Marvin Gaye en Tammi Terrell bleef.
In 1970 nam Supremes-zangeres Diana Ross Ain't No Mountain High Enough op voor haar debuutalbum als soloartiest. Het was geproduceerd door Ashford en Simpson, die een nieuw, langzaam arrangement hadden gemaakt en daarmee hun vrolijke 'up tempo'-liedje een sterk dramatische lading hadden gegeven. Deze versie bevatte elementen uit de gospel en de klassieke muziek en bevatte spoken word-passages. Opnieuw waren The Funk Brothers verantwoordelijk voor het instrumentale aandeel. Motown-baas Berry Gordy vond het aanvankelijk geen goede opname. Pas nadat verschillende Amerikaanse radiozenders hun eigen bewerkte versies uit gingen zenden, konden Ashford en Simpson hem ertoe overhalen een versie van drie minuten uit te brengen als single. Die werd de eerste nummer 1-hit in de solocarrière van Ross in de Amerikaanse Billboard Hot 100 en stond ook op nummer 1 in de r&b-lijsten. In het Verenigd Koninkrijk werd de zesde plaats gehaald. Het kwam niet in de Nederlandse Top 40, maar bleef steken op plaats 14 in de Tipparade. Ross ontving voor haar versie bij de 13e Grammy Awards in 1971 een nominatie in de categorie "Best Contemporary Vocal Performance, Female". In 2017 bereikte een nieuwe dancemix van het nummer door een aantal dj's de eerste plaats in de Amerikaanse dancelijsten.

## Andere covers en gebruik in media
Ain't No Mountain High Enough is naast de versie van Ross gecoverd door onder meer Boys Town Gang in een medley met een ander Ross-nummer, Remember Me. Hun versie bereikte in 1981 de zevende plaats in de Nederlandse Top 40. Daarnaast gebruikte Amy Winehouse de instrumentale track van het nummer in haar eigen nummer "Tears Dry on Their Own". Ook werd het nummer gebruikt in de films Sister Act 2: Back in the Habit (in een mashup met de versies van zowel Gaye en Terrell als Ross), Stepmom, Our Friend, Martin, Remember the Titans, Chicken Little, Sorority Wars (een cover door Lucy Hale en Courtney Thorne-Smith) en Guardians of the Galaxy. Ook is het nummer in 2000 gebruikt in een commercial van KLM en werd het in 2009 gecoverd door Paul Epworth in een commercial voor DHL.

## Hitnoteringen

### Marvin Gaye & Tammi Terrell

#### NPO Radio 2 Top 2000
| Nummer met noteringen in de NPO Radio 2 Top 2000 | '15  | '16 | '17  | '18  | '19  | '20  | '21  | '22  | '23  | '24  |
| ------------------------------------------------ | ---- | --- | ---- | ---- | ---- | ---- | ---- | ---- | ---- | ---- |
| Ain't No Mountain High Enough                    | 1878 | -   | 1831 | 1314 | 1459 | 1418 | 1667 | 1876 | 1721 | 1799 |

1. ↑  Een '-' betekent dat het nummer niet was genoteerd en een vetgedrukt getal geeft de hoogste notering aan.
2. ↑  2015 was het eerste jaar met een notering voor dit nummer.

### Diana Ross

#### NPO Radio 2 Top 2000
| Nummer met noteringen in de NPO Radio 2 Top 2000 | '99  | '00 | '01  | '02  | '03  | '04  | '05  | '06  | '07  | '08  | '09  | '10  | '11  | '12  | '13  |
| ------------------------------------------------ | ---- | --- | ---- | ---- | ---- | ---- | ---- | ---- | ---- | ---- | ---- | ---- | ---- | ---- | ---- |
| Ain't No Mountain High Enough                    | 1124 | -   | 1808 | 1403 | 1265 | 1502 | 1635 | 1515 | 1512 | 1509 | 1462 | 1375 | 1658 | 1515 | 1812 |

1. ↑  Een '-' betekent dat het nummer niet was genoteerd en een vetgedrukt getal geeft de hoogste notering aan.
2. ↑  Deze tabel is bijgewerkt tot en met de laatste editie (2024).

### Boys Town Gang

#### Nederlandse Top 40
| Hitnotering: 10-10-1981 t/m 12-12-1981 | Hitnotering: 10-10-1981 t/m 12-12-1981 | Hitnotering: 10-10-1981 t/m 12-12-1981 | Hitnotering: 10-10-1981 t/m 12-12-1981 | Hitnotering: 10-10-1981 t/m 12-12-1981 | Hitnotering: 10-10-1981 t/m 12-12-1981 | Hitnotering: 10-10-1981 t/m 12-12-1981 | Hitnotering: 10-10-1981 t/m 12-12-1981 | Hitnotering: 10-10-1981 t/m 12-12-1981 | Hitnotering: 10-10-1981 t/m 12-12-1981 | Hitnotering: 10-10-1981 t/m 12-12-1981 | Hitnotering: 10-10-1981 t/m 12-12-1981 |
| Week                                   | 1                                      | 2                                      | 3                                      | 4                                      | 5                                      | 6                                      | 7                                      | 8                                      | 9                                      | 10                                     |                                        |
| -------------------------------------- | -------------------------------------- | -------------------------------------- | -------------------------------------- | -------------------------------------- | -------------------------------------- | -------------------------------------- | -------------------------------------- | -------------------------------------- | -------------------------------------- | -------------------------------------- | -------------------------------------- |
| Positie                                | 38                                     | 28                                     | 16                                     | 12                                     | 10                                     | 9                                      | 7                                      | 9                                      | 22                                     | 33                                     | uit                                    |

#### Nationale Hitparade
| Hitnotering: 24-10-1981 t/m 05-12-1981 | Hitnotering: 24-10-1981 t/m 05-12-1981 | Hitnotering: 24-10-1981 t/m 05-12-1981 | Hitnotering: 24-10-1981 t/m 05-12-1981 | Hitnotering: 24-10-1981 t/m 05-12-1981 | Hitnotering: 24-10-1981 t/m 05-12-1981 | Hitnotering: 24-10-1981 t/m 05-12-1981 | Hitnotering: 24-10-1981 t/m 05-12-1981 | Hitnotering: 24-10-1981 t/m 05-12-1981 |
| Week                                   | 1                                      | 2                                      | 3                                      | 4                                      | 5                                      | 6                                      | 7                                      |                                        |
| -------------------------------------- | -------------------------------------- | -------------------------------------- | -------------------------------------- | -------------------------------------- | -------------------------------------- | -------------------------------------- | -------------------------------------- | -------------------------------------- |
| Positie                                | 13                                     | 14                                     | 17                                     | 15                                     | 20                                     | 35                                     | 41                                     | uit                                    |